# Eduard Alentorn

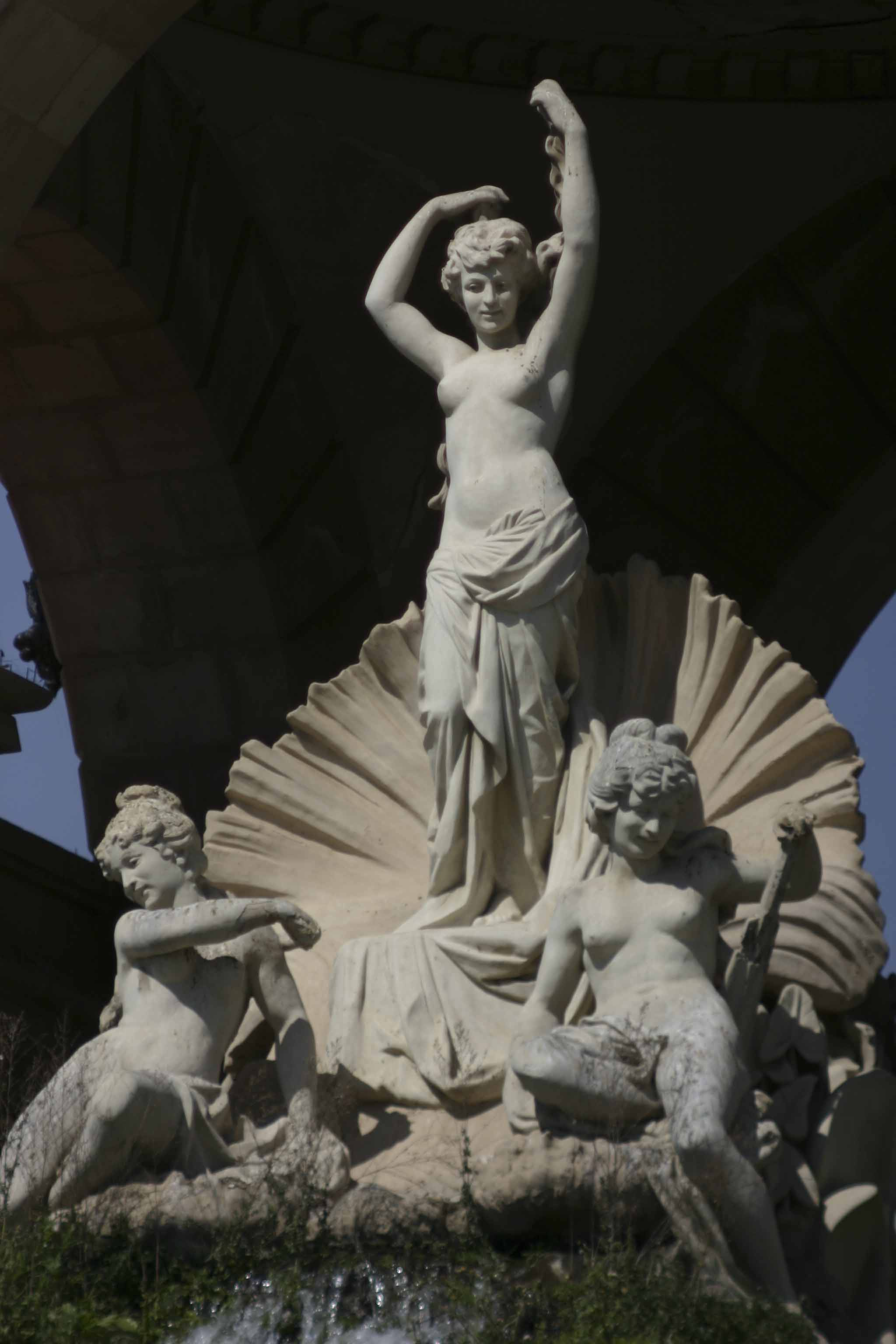
Venus de la Ciutadella

Eduard Batiste Alentorn (Falset, 4 de desembre de 1855 – Manresa, 7 de setembre de 1920) fou un escultor català del segle xix.

## Biografia
Eduard Alentorn nasqué un divendres de 1855. Fill del fuster Josep Batiste i Sentís i Rosa Alentorn i Anguera nascuts a Falset. Des de ben petit s'interessà per l'escultura, ja als catorze anys figura inscrit a Llotja com a estudiant de Dibuix de l'Antic, Escultura i Anatomia pictòrica fins a l'any 1874 que finalitzà els estudis. A Llotja tingué a Joan Roig i Solé com a mestre principal, amb qui ja havia començat a estudiar l'escultura als tretze anys al seu taller del carrer Aragó de Barcelona. Entre 1870 i el 1877 treballa amb Rafael Atché en un primer moment, però sobretot amb Andreu Aleu, un dels seus principals mestres. Després serà deixeble dels germans Vallmitjana (Venanci Vallmitjana i Barbany i Agapit Vallmitjana i Barbany), que foren els qui l'introduïren plenament en el moviment artístic de l'època, cedint-li l'any 1882 la realització de l'escultura de la Venus de la Cascada del Parc de la Ciutadella. Estigué estudiant uns anys a Roma fins al 1881, encara que no queda clar per quina entitat fou becat.
La Comissió de la Ciutadella, havent abandonat la feina els germans Vallmitjana, li transmeté el treball d'execució del grup central de la Cascada del Parc, que prèviament ja havia estat esbossat pels citats germans. Així, tal com constaten els documents referents a l'obra, Alentorn executà l'obra tot sol i a més li afegí tota mena de detalls que no figuraven en el projecte dels Vallmitjana. Aquest fet fa que l'obra es pugui considerar, sens dubte, com a obra d'Alentorn i no dels Vallmitjana.
La decoració fitomòrfica del darrere de l'obra ens demostra ja l'enorme personalitat de l'escultor Alentorn, sobretot en aquest tipus de naturalisme que caracteritzarà aquest primer període de la seva vida. D'aquesta manera, un any després (1883), signarà el contracte amb la Comissió de la Ciutadella per a la realització de les escultures sedents de Félix de Azara i Jaume Salvador i Pedrol per a la Façana del Museu Martorell –escultures premiades amb la medalla de bronze a l'Exposició Universal de 1888-, la Font de la Guineu i la Cigonya, l'Astròleg (escultura desapareguda) i les Al·legories de la Fama que coronaven el Palau de les Belles Arts, així com els Putti que en decoraven la façana. La fama fou tal que el mateix alcalde de Barcelona, Rius i Taulet, li encarregà un retrat d'ell mateix el 1883. D'aquestes peces, destaca la contextualització que en fa Alentorn a l'estàtua de Jaume Salvador, acabada el 1886, al representar diverses varietats de plantes al voltant de l'escultura, remarcant així la professió de naturalista de Jaume Salvador.
Abans, el 1881 participà en la Exposición Nacional de Bellas Artes de Madrid amb l'escultura del Fill Pròdig, el mateix any que guanyà el concurs per al monument a Ramon Llull que s'organitzava a Mallorca. El 1882 participa en el concurs per al monument al General Prim i hi queda en segon lloc.
És en aquesta primera època que per greus problemes familiars amb el seu pare, Alentorn decideix de no firmar ni utilitzar mai més el cognom del pare i utilitzar per sempre més només el de la mare. El pare havia maltractat els fills quan eren joves i després havia desaparegut a Cuba, anys més tard Alentorn havia provat d'establir-hi comunicació però el pare no contestà mai i per aquest motiu, prengué aquesta decisió.
El 1888 col·labora amb una escultura, La Marina, en el monument a Joan Güell i Ferrer, dissenyat per l'arquitecte Antoni Martorell. Seguidament, realitzà el mateix any les escultures del Capità Margarit i l'Efígie de Juan Pérez per al Monument a Colom. Els anys següents estan marcats per la realització de les 3 escultures de la façana de la catedral de Barcelona (1890) i pels 3 relleus i 4 escultures del Palau de Justícia (1894-1896), de l'arquitecte Enric Sagnier.
El 1900 realitza la Santa Eulàlia per al Pla de la Boqueria i seguidament també realitzà el relleu del timpà de la Basílica de Santa Maria de Vilafranca del Penedès.
El 1904 realitzà un dels seus monuments més destacables, el monument al General Vara del Rey per a la ciutat d'Eivissa, alhora que es presentava en nombrosos concursos com el concurs per al monument al General San Martín al Perú, que no guanyà.
A partir de 1906 començà a treballar en l'obra del cimbori de la catedral de Barcelona que nodrí amb vuit àngels que el rodegen i la colossal escultura de Santa Helena que el corona, acabada el 1910, el mateix any que acabava l'escultura de l'Al·legoria de la Religió per al Mausoleu Malagrida del Cementiri de Montjuïc i que esculpia el Crucifix per a la Cripta de la Capella de Manuel Girona a la Catedral de Barcelona. El 1915 treballà en 3 fonts públiques per a l'Ajuntament de Barcelona: la Font de la Tortuga, la Font de la Pagesa i la Font del Negrito.
Una de les últimes obres que coneixem és el bust de Ferran Alsina (avui al mNACTEC a Terrassa), que originalment es trobava al Museu de la Mentora Alsina del Tibidabo. Alentorn moria el dimarts 7 de setembre de 1920 a Manresa, on treballava en l'elaboració del monument als Iniciadors de la Séquia que no pogué acabar.
Casat en primeres núpcies amb Concepció Massagué i Roig natural de Barcelona i en segones núpcies el 27 d'octubre de 1886 amb Àngela Alentorn i Rocamora. Va ser pare d'Eduard, Angelina, Ricard i Alfred.
Alentorn fou un escultor que treballà de forma molt abundant i constant, encara que el seu valor ha estat oblidat, degut al fet que ha estat poc estudiat i al poc coneixement que hem tingut de la seva obra; fou un escultor prolífic i molt ajustat al gust de l'època, un fet que li proporcionà encàrrecs de part dels més alts clients: Rius i Taulet, Manuel Girona, Peris i Mencheta, Malagrida… A la seva mort tota la premsa escrita se'n feu ressò i durant uns dies es volgué recordar la gran vàlua d'Alentorn. Malgrat això, la posteritat no li ha correspost gens i avui encara és vist com un escultor de segona o tercera fila, ben lluny del que fou en realitat.
Ja els diaris de l'època assenyalen que havia estat un escultor que sempre treballà de valent i que gens es cuidà de la fama de tal manera que ni alguns dels seus amics coneixien els seus èxits escultòrics ("... modesto, encerrado siempre en su taller... cuidó poco ó mejor dicho nada, de la "reclame". Los éxitos obtenidos en su carrera fueron muchos, pero jamás hizo alarde de ellos, antes por el contrario procuraba ocultarlos no comunicándolos ni a sus amigos...debido a esta modestia... el nombre de tan prestigioso escultor no goza de la popularidad que le corresponde..."). I és aquesta la causa també de què avui tampoc se'l conegui gens, ja que tret d'aquests escrits dels dies posteriors a la mort no en quedà res més.
Malgrat que l'oblit del temps ha reservat a Alentorn un lloc secundari en la majoria d'estudis sobre l'època, això només ha estat un fet causat pel poc coneixement que es té de l'escultor avui en dia. Tot i això, en la seva època fou un escultor molt valorat i amb encàrrecs constants.

## Obres

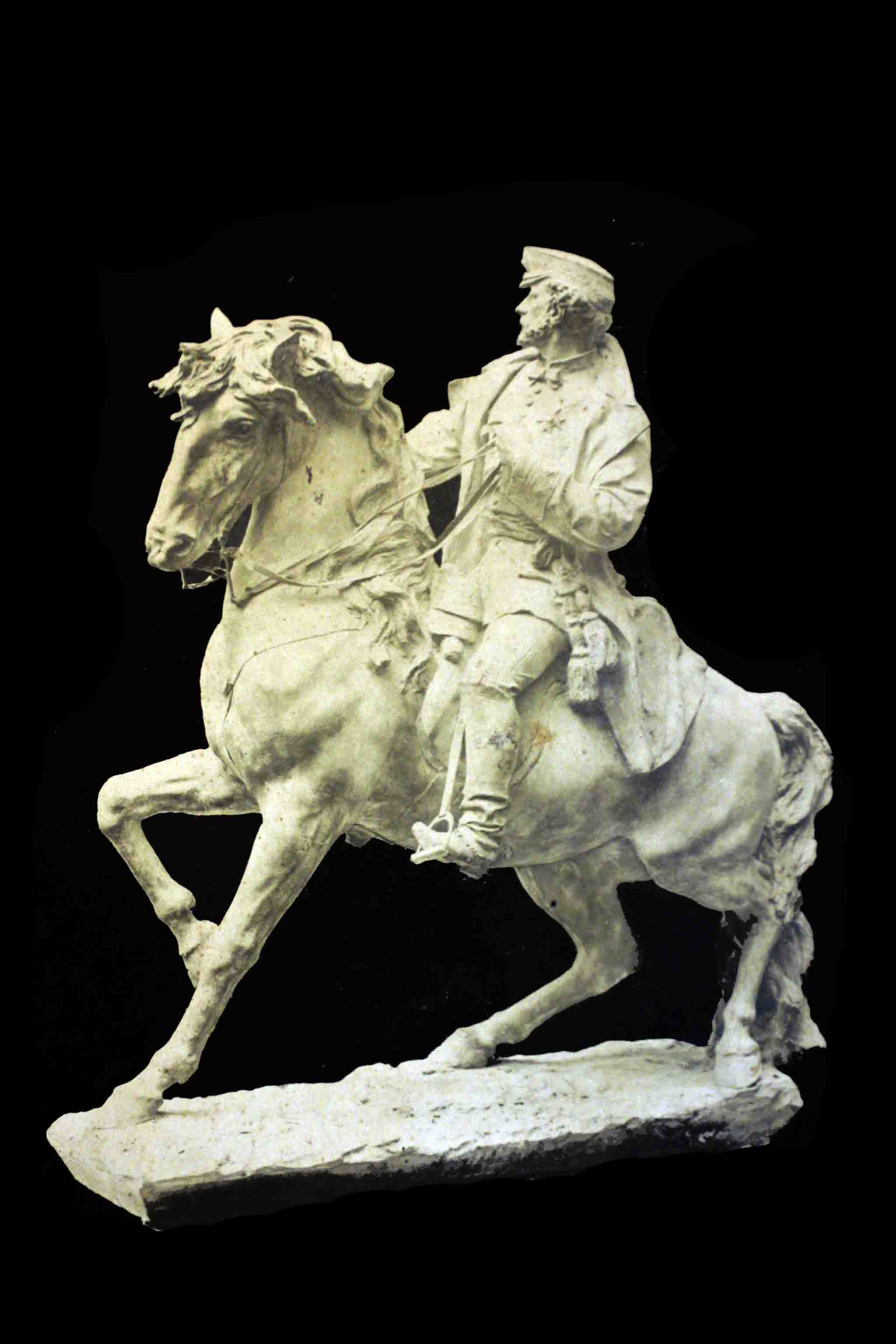
Projecte per al Monument a Prim

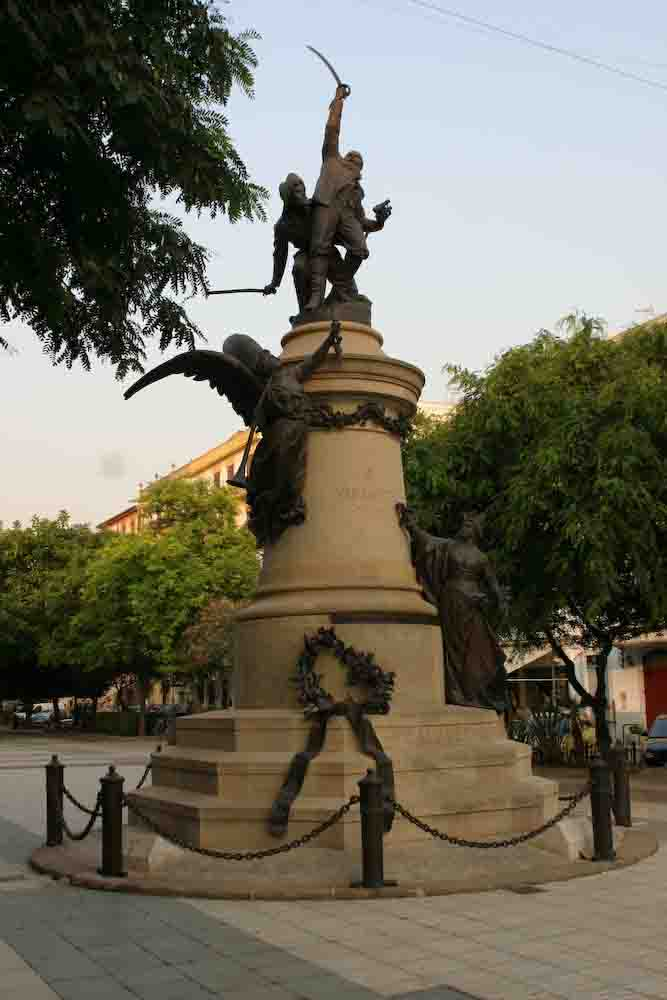
Monument a Vara del Rey, Eivissa

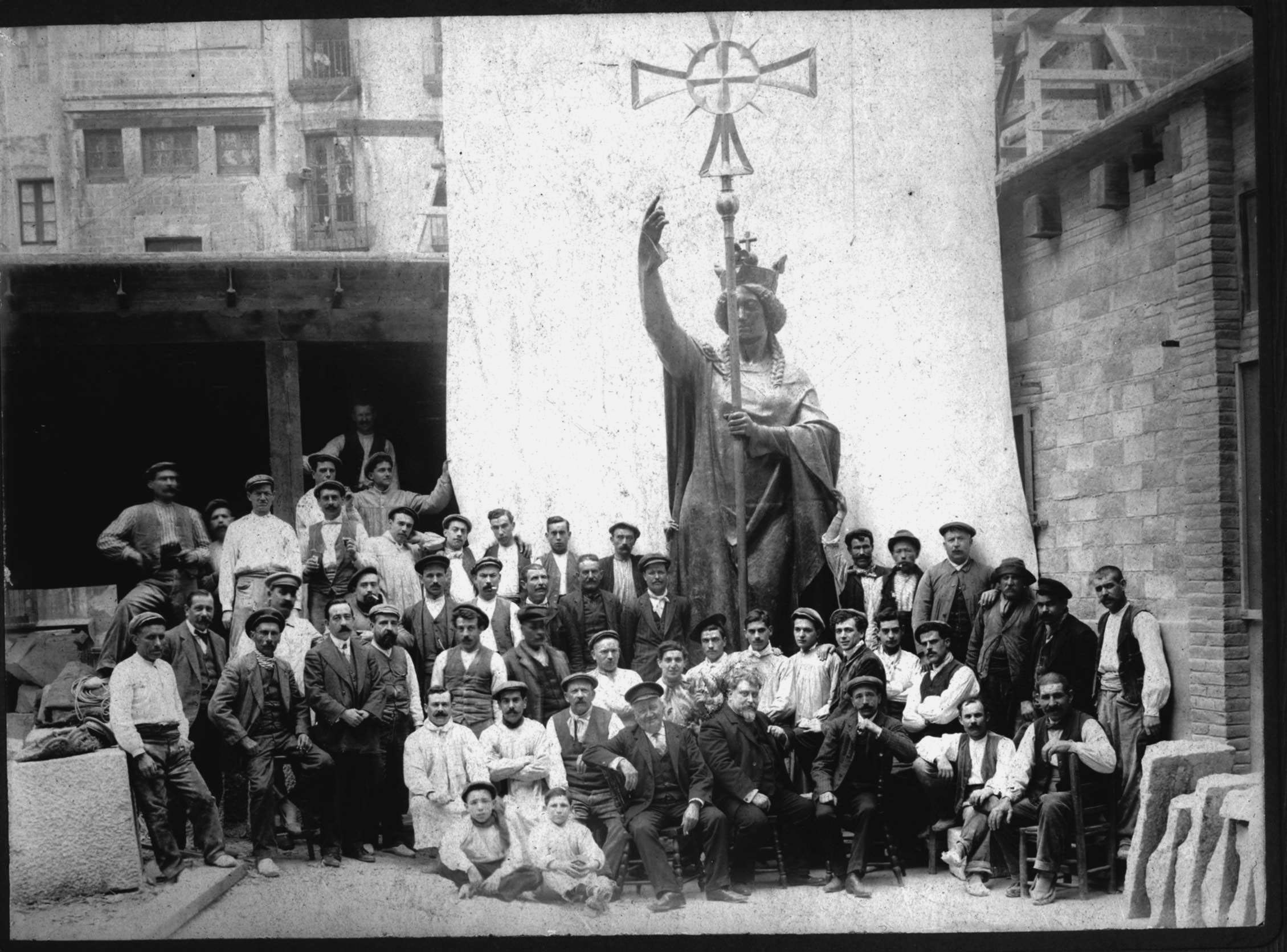
Santa Elena i Alentorn

- Venus de la Cascada de la Ciutadella, 1882
- Projecte per al General Prim, 1882
- Bust de Rius i Taulet, 1883
- Tetramorf de la Façana del Sagrat Cor del Carrer Casp, 1883-85
- Font de la Guineu i la Cigonya, Parc de la Ciutadella, 1884
- Felix de Azara i Perera, Museu Martorell, Ciutadella, 1884
- Jaume Salvador i Pedrol, Museu Martorell, Ciutadella, 1886
- El Capità Margarit, Monument a Colon, 1888.
- Efígie de Juan Pérez, Monument a Colon, 1888
- Dues Al·legories de la Fama del Palau de Belles Arts, 1888 (perdudes)
- La Marina, Monument a Güell i Ferrer, 1888 (perdut)
- Escultures de Santa Maria dels Socors, Sant Ramon de Penyafort i Sant Josep Oriol, Façana de la Catedral de Barcelona, 1890
- 3 relleus i 4 escultures del Palau de Justícia, 1894-96
- Santa Eulàlia, Pla de la Boqueria, 1900
- Coronació de la Verge, Basílica de Santa Maria de Vilafranca del Penedès, 1903-05
- Monument a Vara del Rey, Eivissa, 1904
- 8 àngels que circumden el Cimbori de la Catedral de Barcelona, 1906-08
- Santa Helena que corona la fletxa del Cimbori de la Catedral de Barcelona, 1910
- Al·legoria de la Religió, Mausoleu Malagrida, Cementiri de Montjuïc, 1910
- Crucifix, Cripta de la capella de Manuel Girona a la Catedral de Barcelona, 1910
- Font de la Tortuga, Plaça Sepúlveda, 1915 (actual plaça Goya)
- Font del Negret, Diagonal amb Bruc, 1915
- Font de la Pagesa, Plaça Letamendi, 1915
- Bust de Ferran Alsina, MNACTEC, Terrassa, 1917

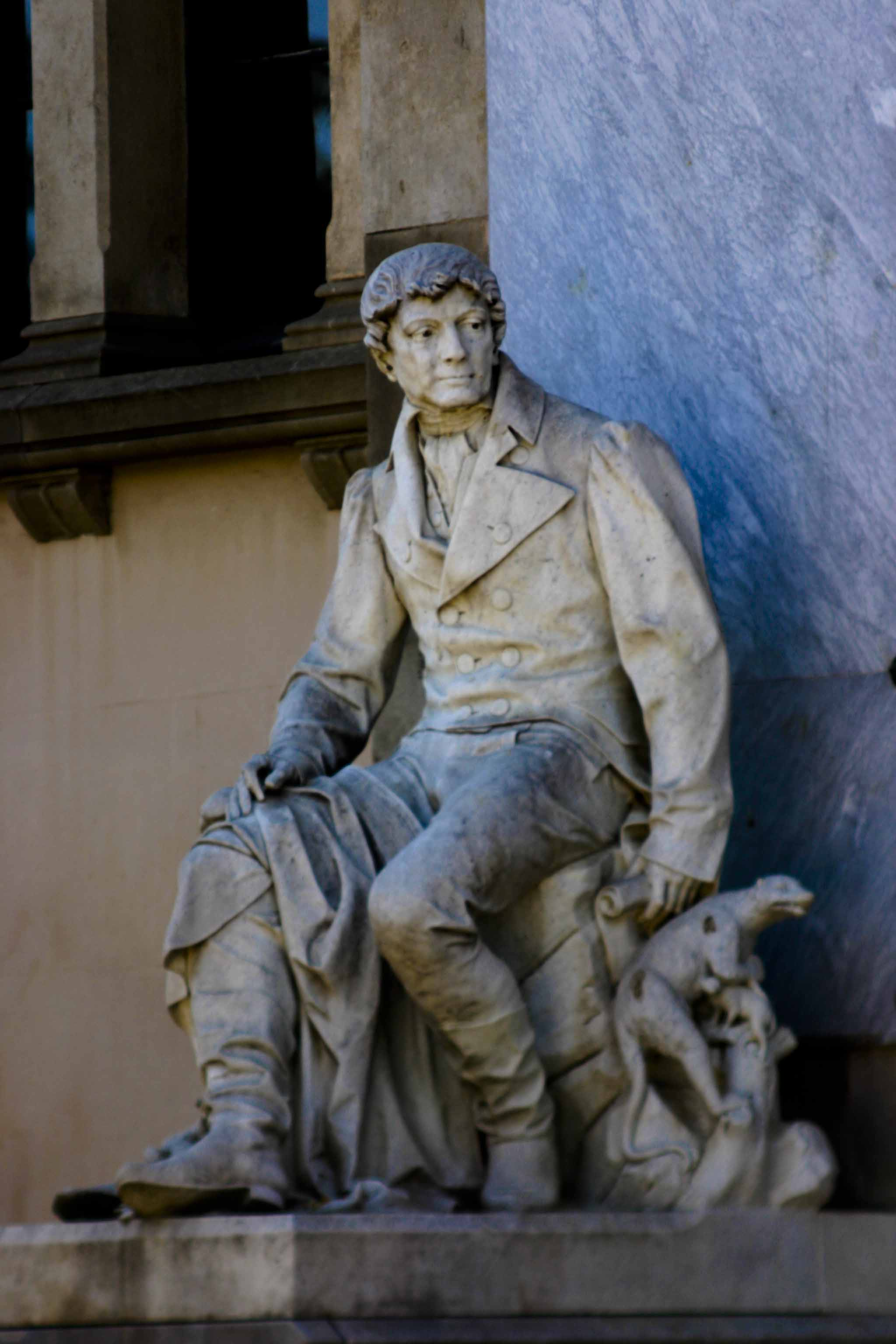
Felix de Azara
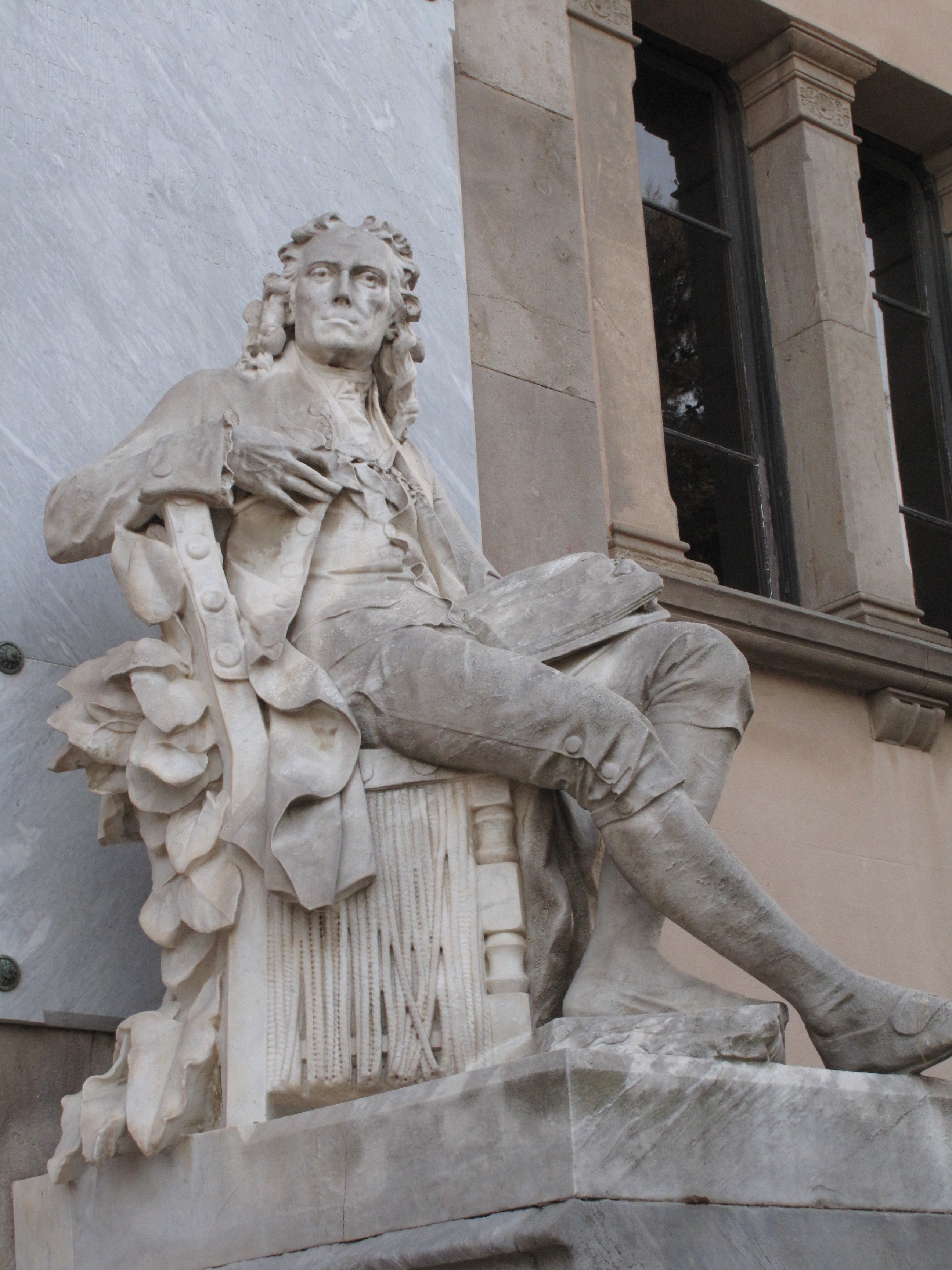
Jaume Salvador
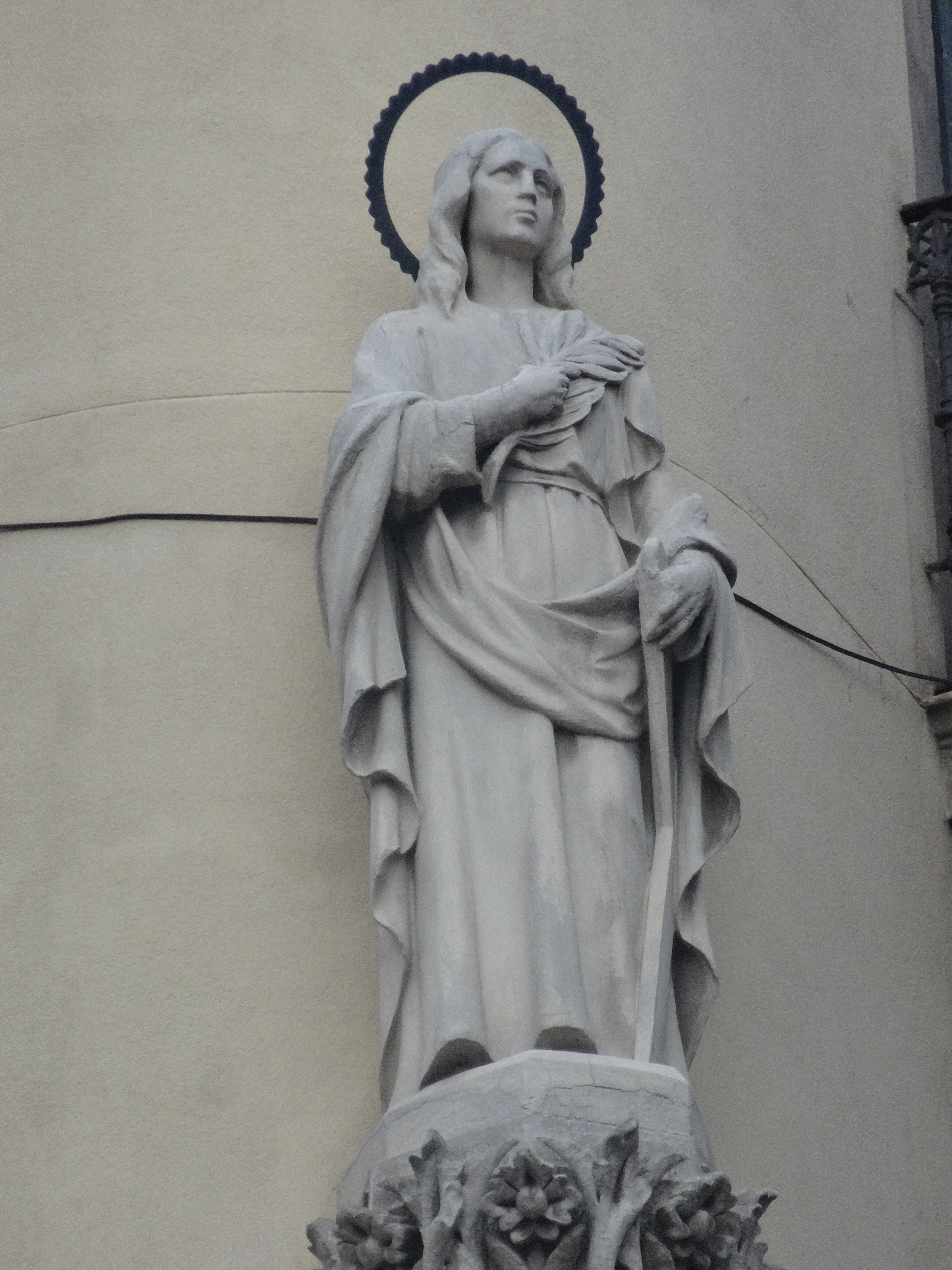
Santa Eulàlia, Pla de la Boqueria
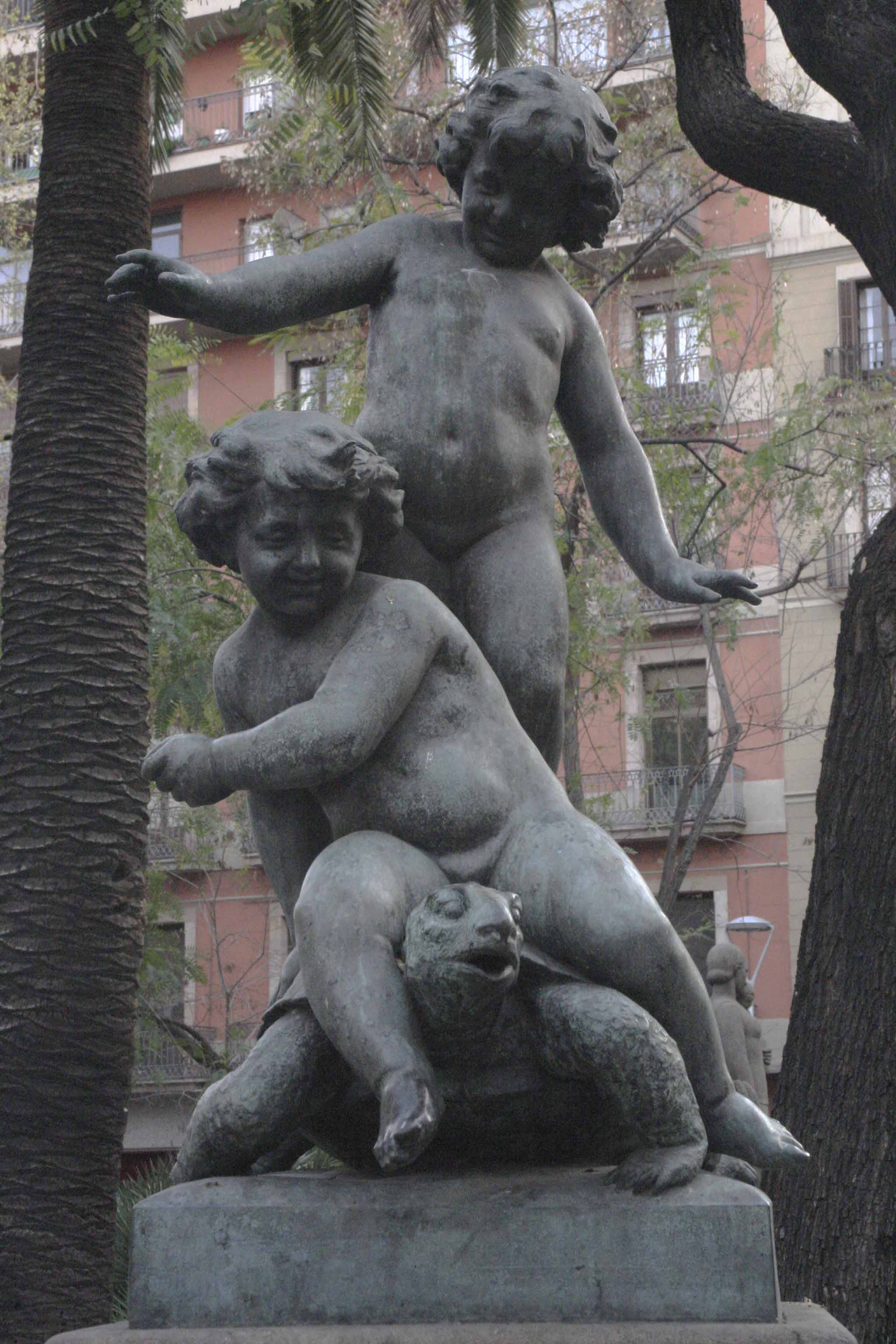
Font de la Tortuga
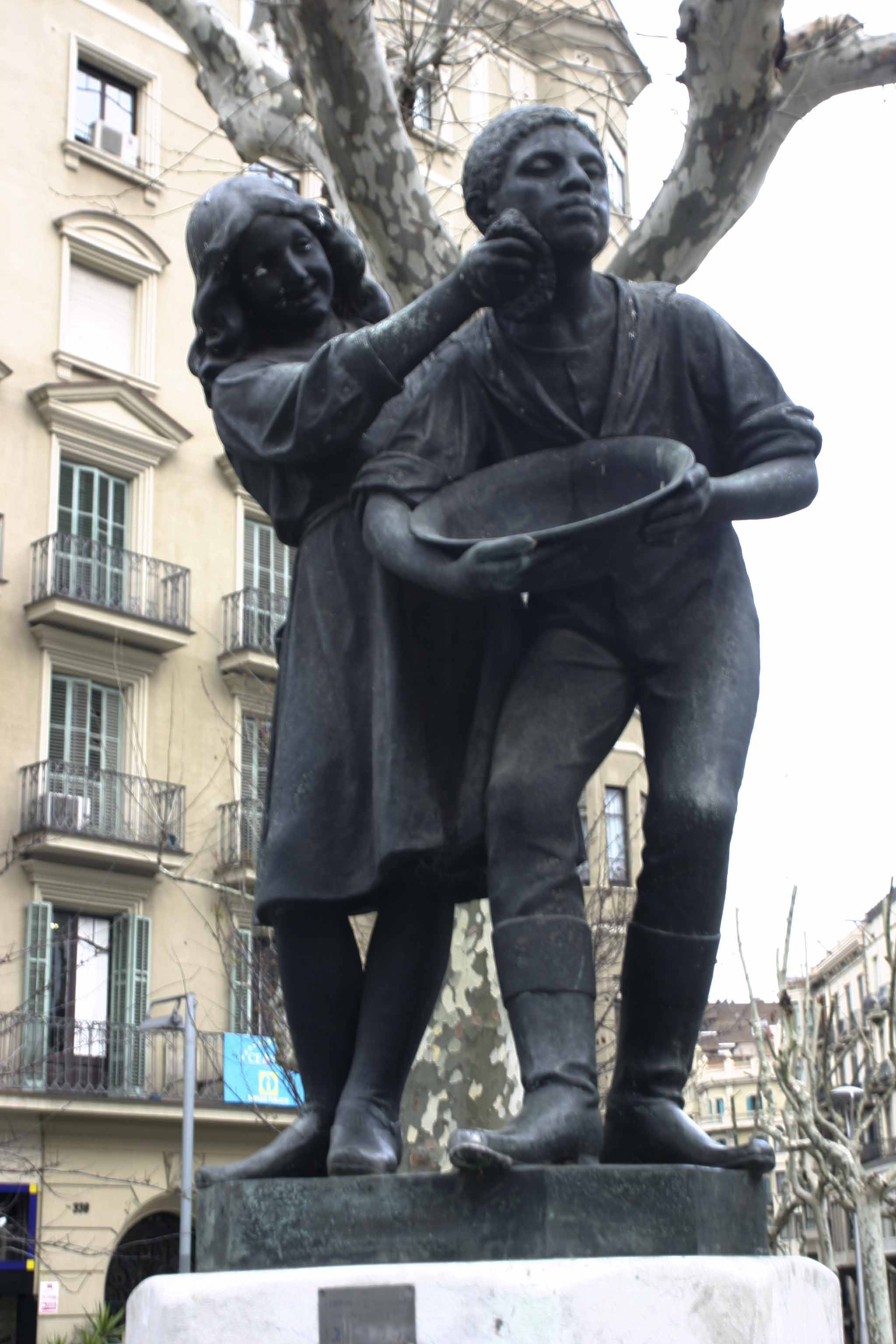
Font del Negrito
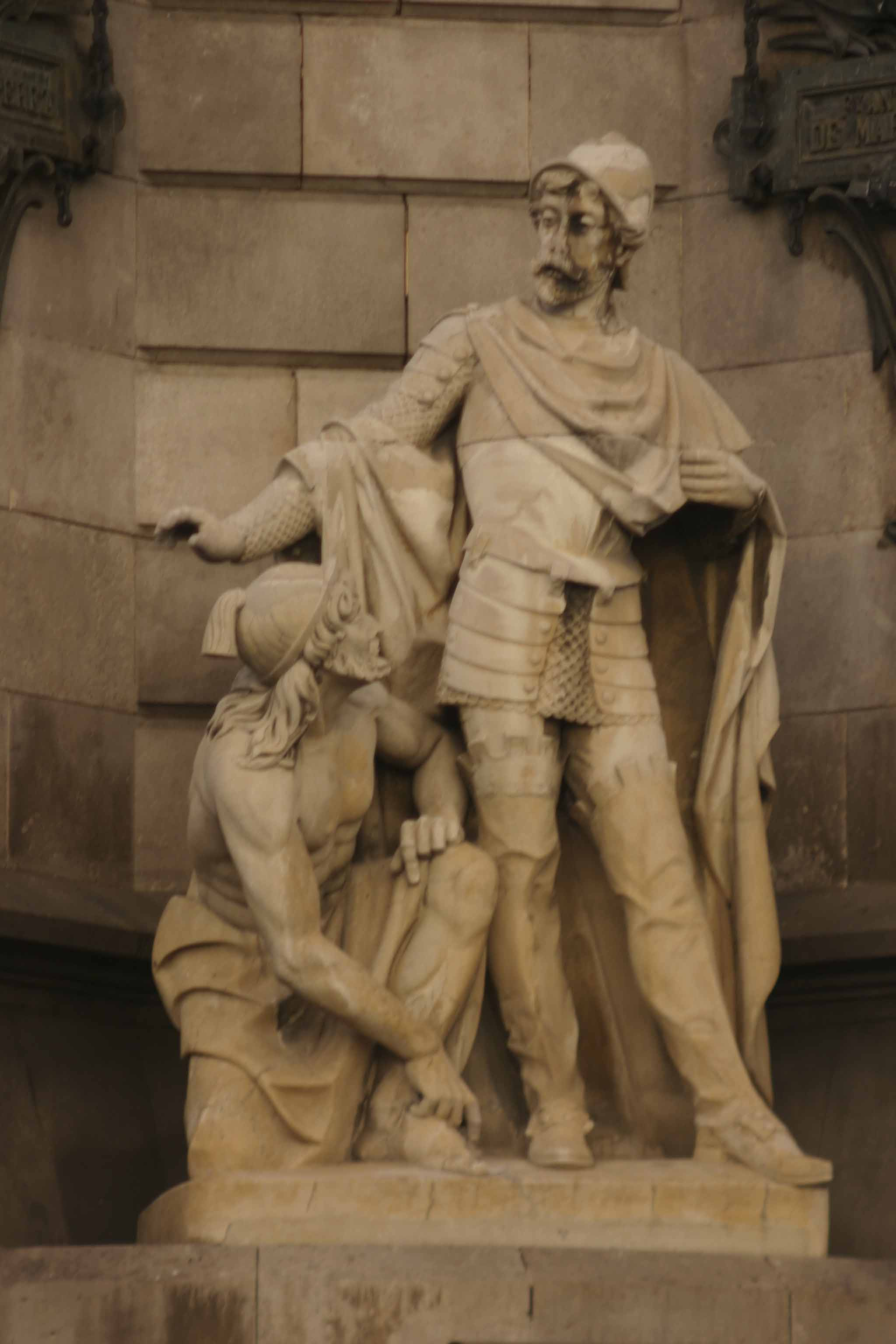
El Capità Margarit
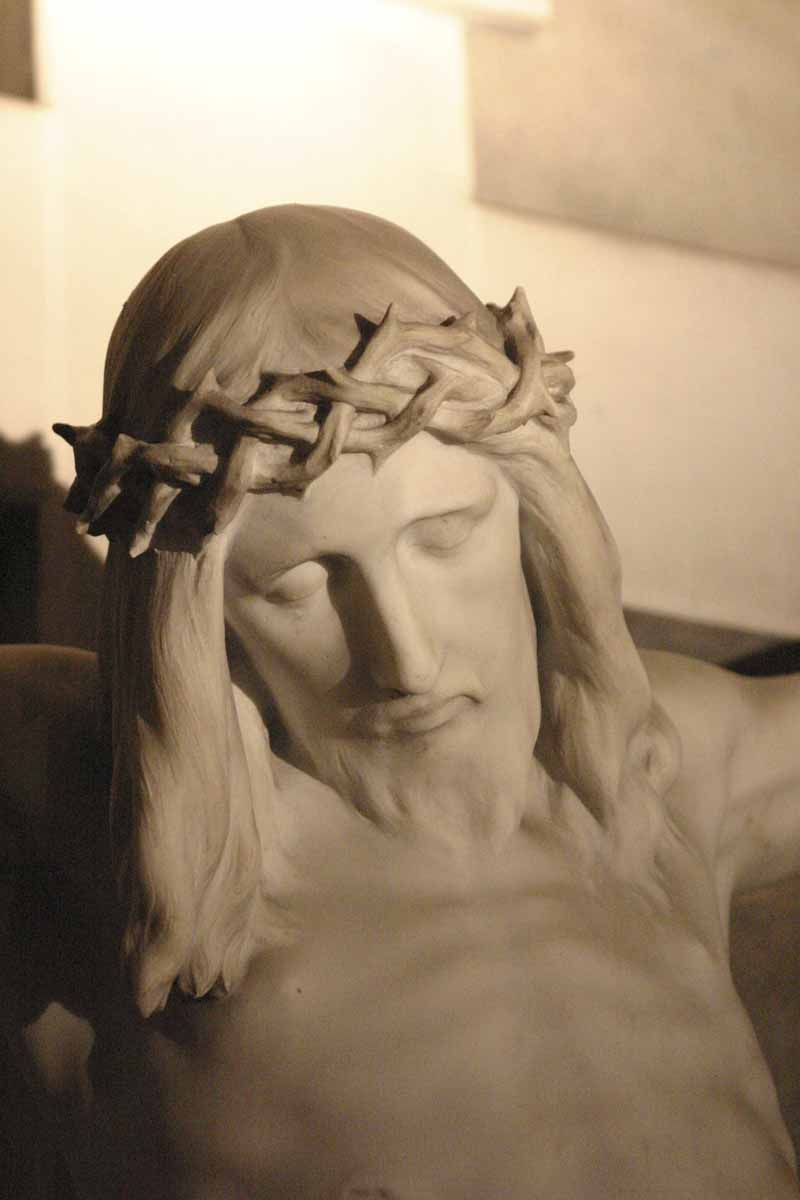
Crist de la Capella Girona
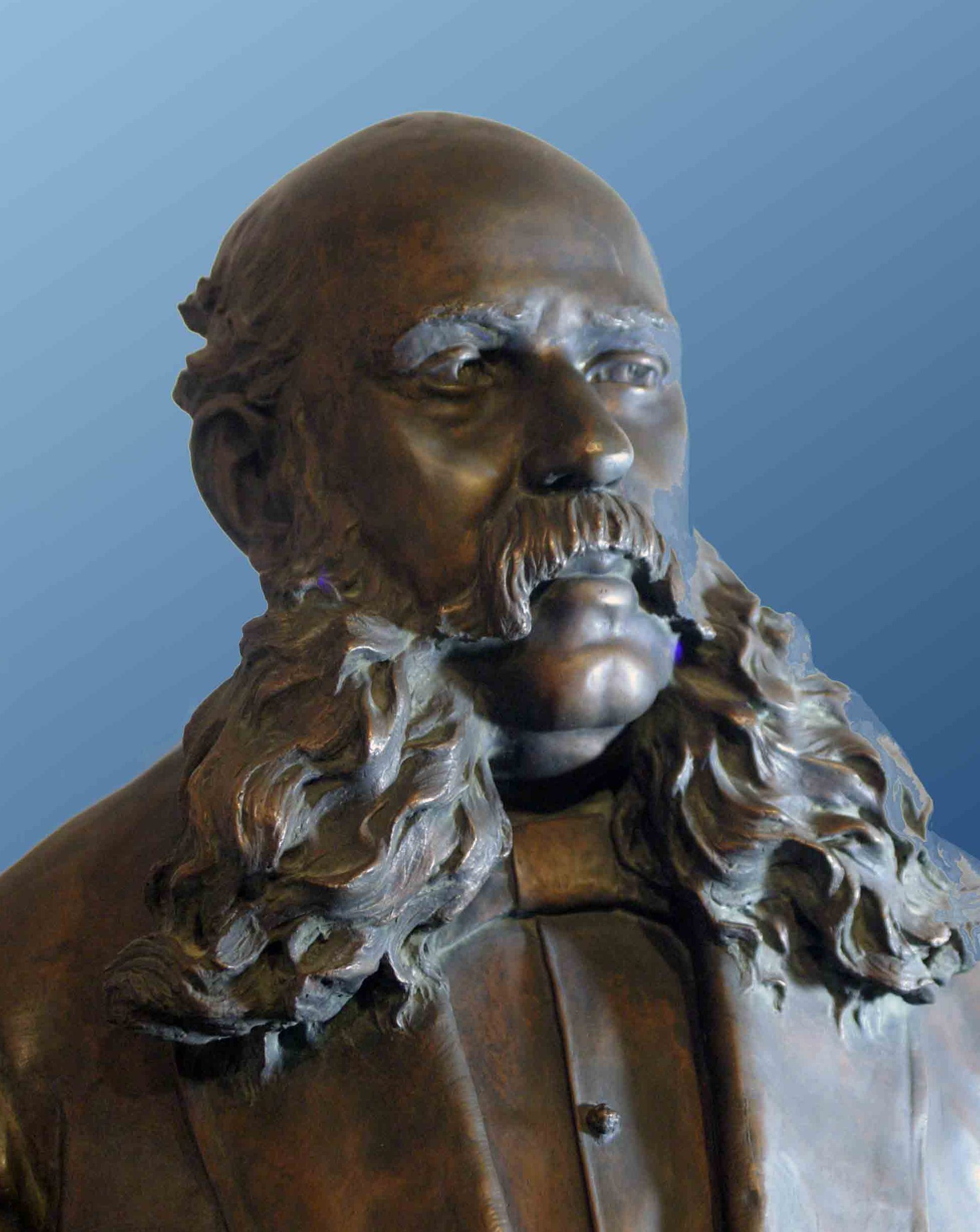
Bust de Rius i Taulet, alcalde de Barcelona
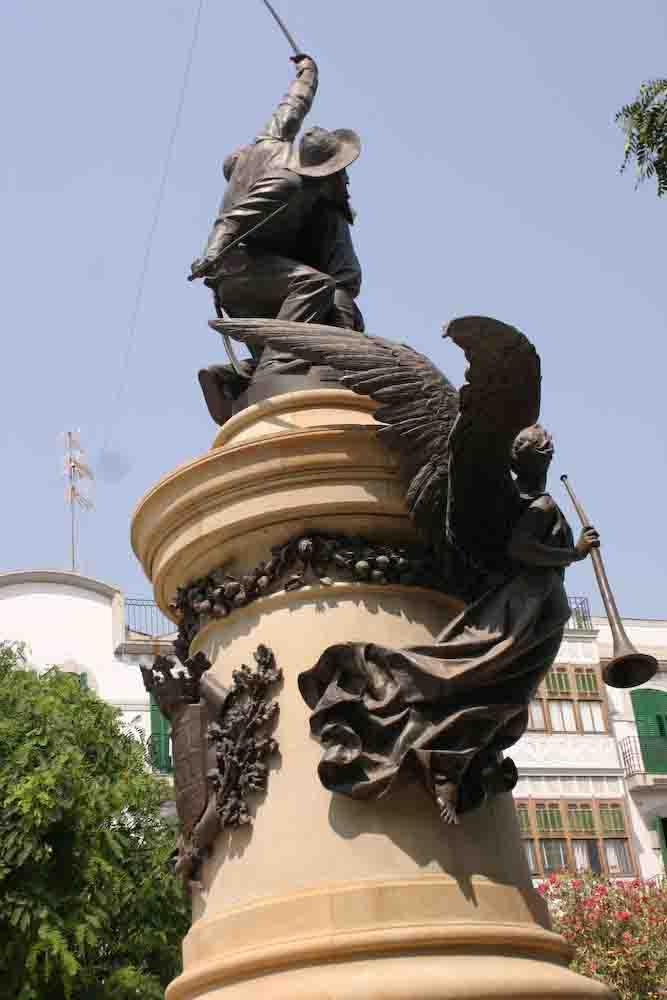
Monument a Vara del Rey, Eivissa
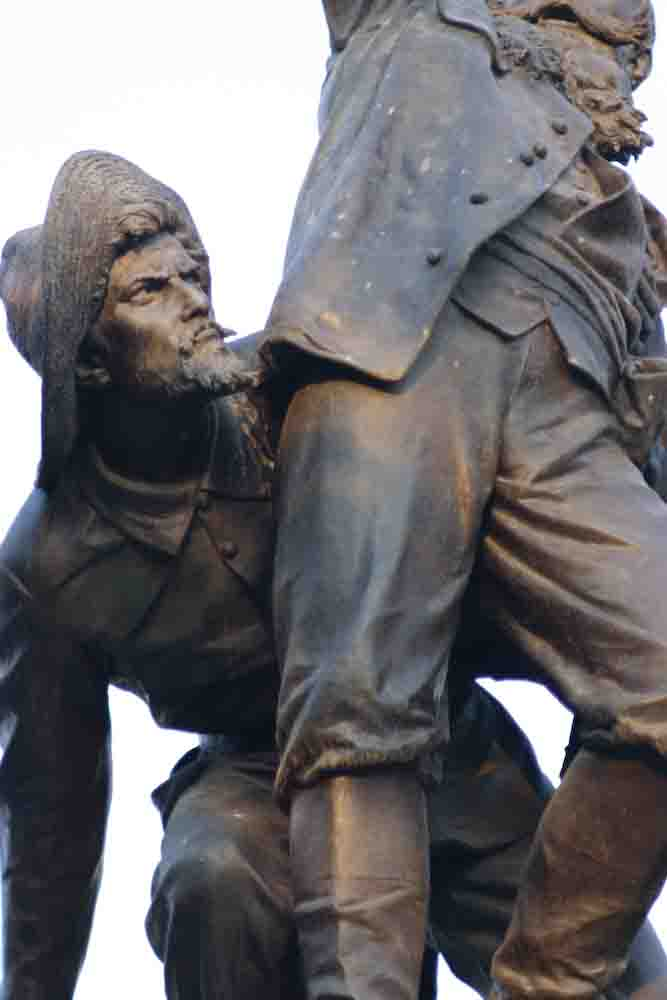
Monument a Vara del Rey, Eivissa, detall
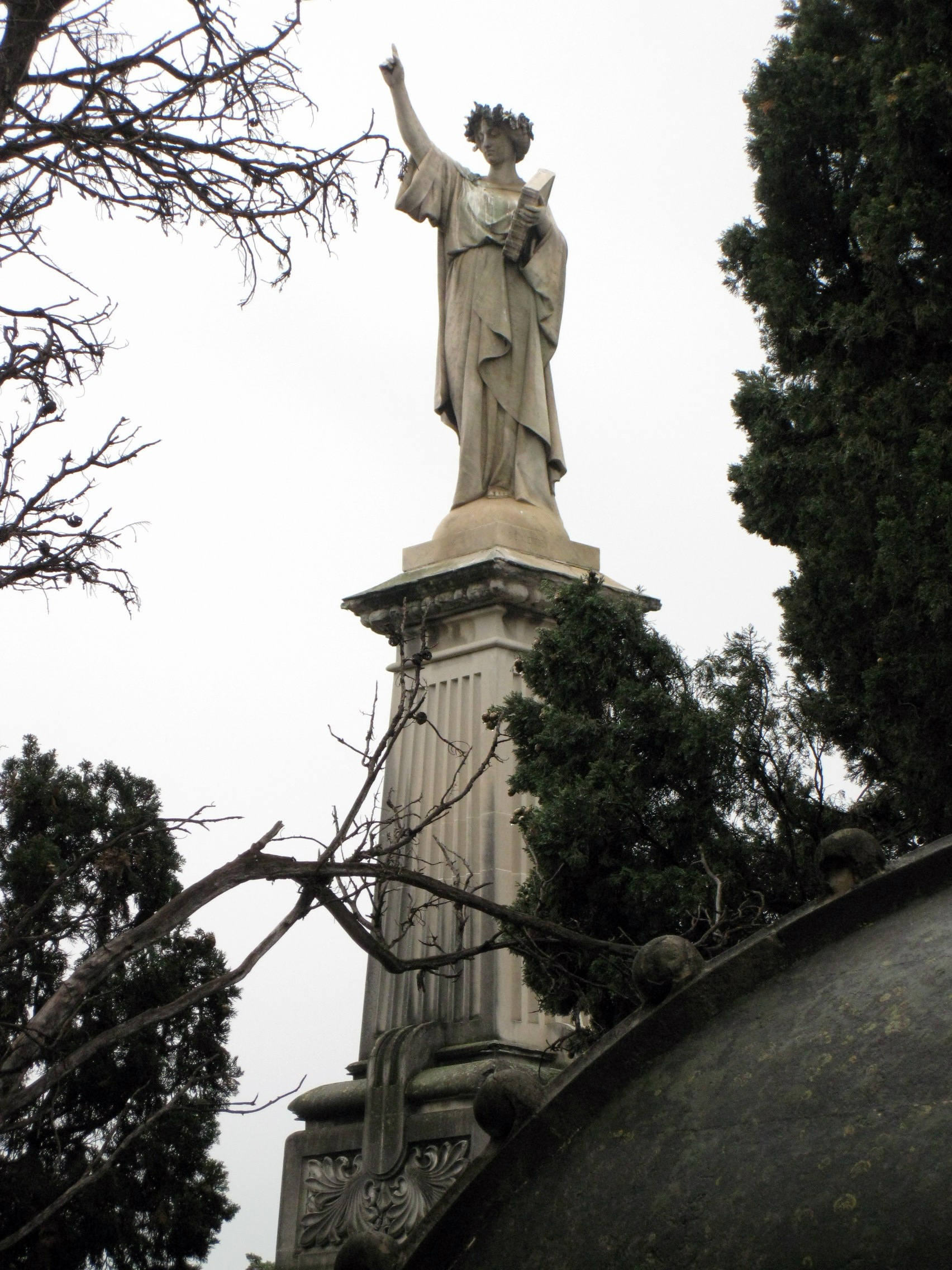
Panteó Malagrida, Cementiri de Montjuïc